# Tour Aurore
Tour Aurore (auch Tour CB17 genannt) ist der Name eines Wolkenkratzers in der Bürostadt La Défense im Pariser Vorort Courbevoie. Der Büroturm wurde 1971 mit einer Höhe von 110 Meter und 29 Etagen errichtet. Nachdem 2013 die letzten Mieter ausgezogen waren, stand das Gebäude für mehrere Jahre leer. Ursprünglich war geplant das Gebäude abzureißen und durch einen Neubau zu ersetzen. Die Baugenehmigung für den Neubau namens Tour Air² mit 202 Metern und 46 Etagen wurde 2011 erteilt. 2017 kehrte man jedoch von den Abrissplänen ab und entschied sich stattdessen für eine umfassende Renovierung und Aufstockung der Tour Aurore um 16 Meter bzw. 5 Etagen. Die Arbeiten dazu begannen 2018 und wurden 2023 abgeschlossen. Bei der Renovierung wurde das äußere Erscheinungsbild stark verändert. Seit der Renovierung und Aufstockung 2018–2023 misst der Büroturm 131 Meter und zählt 34 Etagen.
Der Büroturm ist mit der Métrostation La Défense und dem Bahnhof La Défense an den öffentlichen Nahverkehr im Großraum Paris angebunden.

## Galerie

Der Turm vor der Renovierung im Jahr 2018
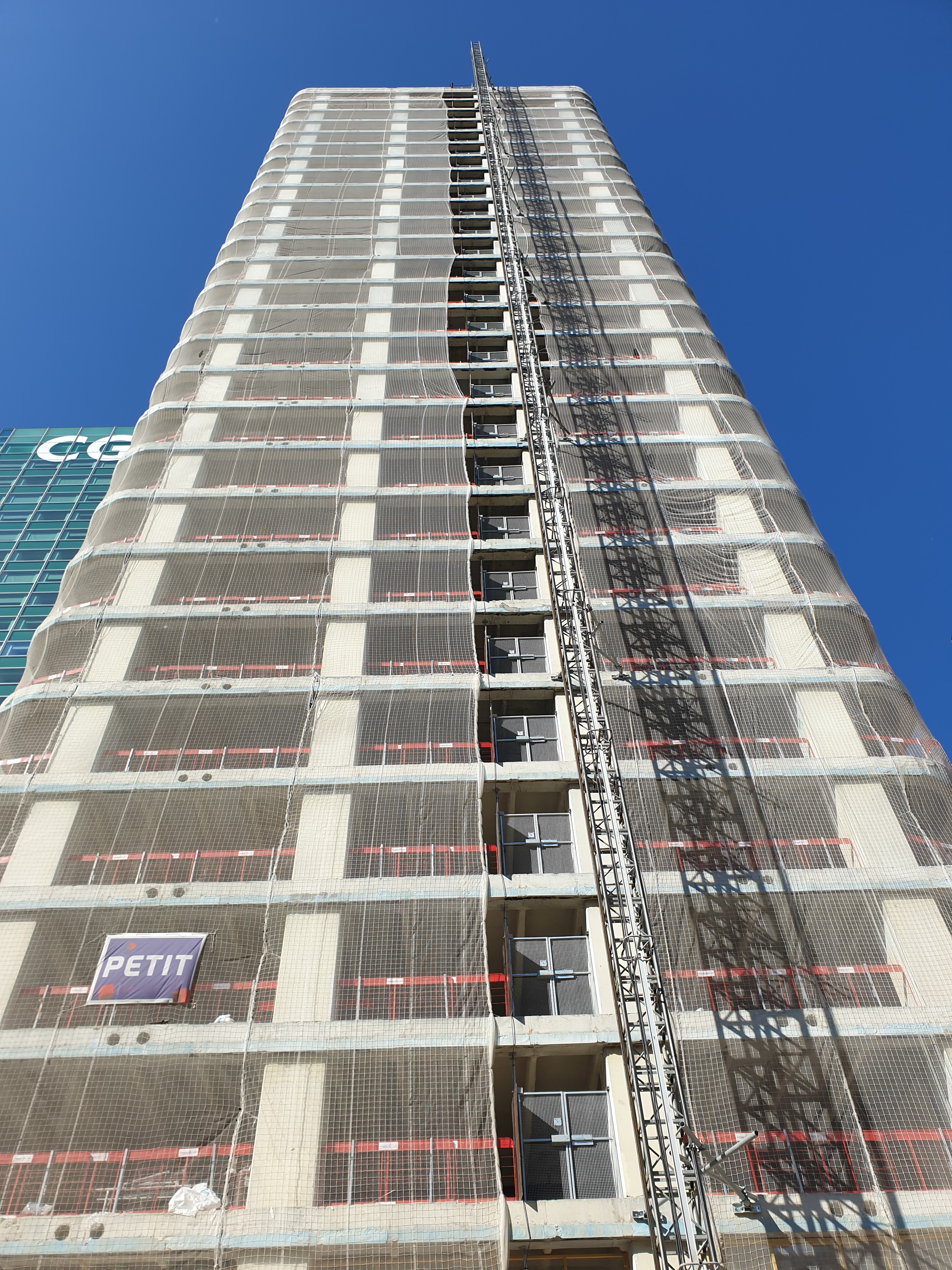
Der Turm während der Renovierung im Jahr 2020
Der Turm während der Renovierung im Jahr 2021
Tour Aurore nach fast abgeschlossener Renovierung im Jahr 2021